# Acaenacis agrili
Acaenacis agrili är en stekelart som först beskrevs av Sievert Allen Rohwer 1919.  Acaenacis agrili ingår i släktet Acaenacis och familjen puppglanssteklar. Inga underarter finns listade i Catalogue of Life.